# Главан (област Силистра)
 За другото българско село вижте Главан (област Стара Загора).  
Главан е село в Североизточна България. То се намира в община Силистра, област Силистра.

## География
Село Главан се намира на 22 km от Силистра.

## История
Създадено е в началото на XIX век от преселници – бежанци от с. Главан (област Стара Загора) и старо население „шиковци“. Старото му име е Алифак.

## Население
Численост на населението според преброяванията през годините:
| \| Година на преброяване \| Численост \| \| --------------------- \| --------- \| \| 1934 \| 641 \| \| 1946 \| 646 \| \| 1956 \| 569 \| \| 1965 \| 357 \| \| 1975 \| 197 \| \| 1985 \| 93 \| \| 1992 \| 139 \| \| 2001 \| 120 \| \| 2011 \| 56 \| \| 2021 \| 46 \| |           |
| Година на преброяване | Численост |
| 1934 | 641       |
| 1946 | 646       |
| 1956 | 569       |
| 1965 | 357       |
| 1975 | 197       |
| 1985 | 93        |
| 1992 | 139       |
| 2001 | 120       |
| 2011 | 56        |
| 2021 | 46        |

### Етнически състав
Преброяване на населението през 2011 г.
Численост и дял на етническите групи според преброяването на населението през 2011 г.:
|                     | Численост | Дял (в %) |
| Общо                | 56        | 100.00    |
| Българи             | 56        | 100.00    |
| Турци               | 0         | 0.00      |
| Цигани              | 0         | 0.00      |
| Други               | 0         | 0.00      |
| Не се самоопределят | 0         | 0.00      |
| Неотговорили        | 0         | 0.00      |

## Религии
Жителите изповядват източноправославно християнство. На 17 септември 2013 г. е открит параклис „Св. Вяра, Надежда и Любов“, под опеката на отец Добри Върбанов от с. Кайнарджа.

## Обществени институции
- Най-допринеслият кмет на с. Главан е Неделчо Николов, построил стълбите до кметството, направил пералното помещение и допринесъл за културното развитие на селото.
- Кметски наместник – Иван Иванов

## Културни и природни забележителности
Старата селска чешма, която е на повече от 300 години и все още функционира и е в полза на хората. Хората в селото казват една легенда – „Който пие Главанска вода, винаги в сърцето му остава село Главан!“.

## Редовни събития
- 11 май – празник на селото и читалището.
- Сборът на с. Главан се провежда през първата събота на месец ноември.

## Други
В с. Главан има певческа група за автентичен фолклор. Групата е спечелила много награди – в Дебрене, Ситово, Жеравна, Жълтеш, Копривщица, Рибарица, Трявна, Крушари, Генерал Тошево[ неясно? ], „Листопад на спомените“ – гр. Варна, околността и др. Групата е присъствала и в телевизия Херос през 2007 г. Групата е допринесла много за читалището и селото. Читалището е основано през 1942 г. с името „Светлина“.
В селото има библиотека, която притежава около 5000 книги, и лекарски кабинет, който е посещаван 2 пъти седмично от лекар от гр. Силистра.